# 日本書紀私記
『日本書紀私記』（にほんしょきしき）は、平安時代に行われた『日本書紀』の講書の内容をまとめた書物である。『日本紀私記』（にほんぎしき）ともいう。

## 概要
『日本書紀』については、平安時代に、養老5年（721年）、弘仁3年（812年）、承和10年（843年）、元慶2年（878年）、延喜4年（904年）、承平6年（936年）、康保2年（965年）の7回の講書「日本紀講筵」が行われたとされる。
『日本書紀私記』は、これらの講書の記録であり、種々のものが作成されたと考えられているが、現存するものとしては甲乙丙丁の四種が知られている。甲乙丙本は水戸の彰考館に伝えられたもので、彰考館本と呼ばれる。また、丁本は六人部氏本と呼ばれる。このうちどの本がどの年代の講書の私記であるのかは明らかでないが、甲本は弘仁、丁本は承平の講書の私記であると考えられており、甲本は『弘仁私記』とも呼ばれる。
鎌倉時代に成立した『釈日本紀』にも、元慶や承平の私記が引用されており、『日本書紀私記』は『日本書紀』を解釈する上で重要な史料である。